# Mohamed Bechir-Sow
Mohamed Bechir-Sow (Fort-Lamy, 27 november 1907 - N'Djamena, 4 april 1976) was een Tsjadisch politicus in de 20e eeuw. Hij zetelde in het Frans parlement, toen Tsjaad een kolonie van Frankrijk was.

## Levensloop
Bechir-Sow werkte sinds 1925 als ambtenaar bij de koloniale administratie van de Fransen in Tsjaad. Hij werkte zich op tot financieel adviseur bij het bestuur van Frans-Equatoriaal-Afrika, het groter koloniaal geheel waartoe Tsjaad behoorde. Tijdens de 2e Wereldoorlog steunde hij de politiek van Félix Eboué. Eboué was gouverneur-generaal van Frans-Equatoriaal-Afrika en scheidde zich af van de Franse regering in Vichy. De steun ging naar de toen onbekende Charles de Gaulle en zijn weerstanders. Bechir-Sow sloot zich aan bij de La France Libre of de Vrije Fransen in 1940.
Na de oorlog werd hij een Tsjaadse bondgenoot van de politieke partij van Charles de Gaulle, namelijk de Rassemblement du Peuple Français. De naam van de Tsjaadse partij was Union démocratique tchadienne. In Tsjaad was een van zijn tegenstanders de populaire Gabriël Lisette, die volgens hem een linkse en separatische koers voerde. Bechir-Sow zetelde in de Assemblée Nationale als volksvertegenwoordiger voor Frans-Tsjaad (1947-1951), ten tijde van de Vierde Republiek. Tsjaad had slechts 2 zetels in de Franse volksvertegenwoordiging. Vervolgens was hij in Parijs senator voor Frans Tsjaad (1951-1955). Bechir-Sow steunde de Kabinetten-Mendès France. Na het verdwijnen van de Gaulle's partij (1955) werd Bechir-Sow niet meer verkozen (1956).
In het onafhankelijke Tsjaad (1960) was zijn politieke rol zo goed als uitgespeeld. Zijn tegenstanders uit de koloniale tijd waren  aan de macht gekomen.